# La Morera de Montsant
La Morera de Montsant és un municipi de la comarca del Priorat, situat més o menys en el centre de la meitat nord de la comarca. Limita al nord amb el terme d'Ulldemolins, a llevant amb el de Cornudella de Montsant, al sud amb els de Poboleda, Torroja del Priorat i la Vilella Alta, i a ponent amb els de Cabassers i Margalef.

## Etimologia
Tot i que de lluny fa referència als originaris de Mauritània i, per extensió, de tot el Magrib, el cert és que el nom de la Morera de Montsant reflecteix el nom d'una planta molt abundosa en aquest lloc: la morera -arbust- que ens dona les móres, és a dir, l'esbarzer comú. El nom d'aquesta planta sí que té el seu origen en el nord d'Àfrica.
La serra de Montsant és la muntanya que domina el poble. Es tracta d'una muntanya on a l'edat mitjana s'hi van instal·lar eremites. Per això se la coneixia com "la muntanya santa".
Així doncs, la Morera de Montsant seria "el lloc abundosament poblat d'esbarzers que donen móres al costat de la muntanya santa".

## Geografia
- Llista de topònims de la Morera de Montsant (Orografia: muntanyes, serres, collades, indrets..; hidrografia: rius, fonts...; edificis: cases, masies, esglésies, etc).

Es tracta d'un dels termes més accidentats geogràficament de la comarca, atès que inclou bona part del massís del Montsant, pel nord, i pel sud està ple de serres de força elevació. A més, el terme té una forma particular, amb uns apèndixs que allargassen el terme fins bastant més lluny de les conques naturals que el vertebren.
La part nord del terme és un altiplà muntanyenc, pròpiament el massís del Montsant, inclòs entre la Serra del Montsant i la Serra Major, que és la que marca la cinglera espectacular tan característica d'aquest massís pel costat sud. Comprèn tot de cimals termenals i alguns de l'interior del terme, entre els quals destaquen els següents, de ponent a llevant: Punta del Llorito (880,5 m. alt.), damunt de la cinglera de la Martorella, lo Tossalot (899), la Califòrnia (908,5), i lo Planassot (915), damunt del Grau de l'Enderrocada i de l'antic Mas de l'Extrem, el Portell de la Cova de l'Anoguer (918), damunt del Grau dels Bocs, la Punta Alta del Boter (1.007), La Cogulla (1062), damunt de lo Cingle, el Molló Alt (1028), el Serrall del Sarraí, amb la Punta de la Falconera (753), la serra de la Fumanya i Colldemònecs (700) i llavors davalla cap al riu Montsant, que segueix aigües amunt un petit trosset. Després, es torna a enfilar, cap a los Ventadors, la Punta dels Pins Carrassers (1059 m. alt.), el Roc del Llençol (1054,5), la Punta del Llurba (1103,5), la Punta del Peret (1042), l'ermita de la Mare de Déu del Montsant (1025) i la Roca Corbatera (1163), que és l'extrem nord-est del terme.

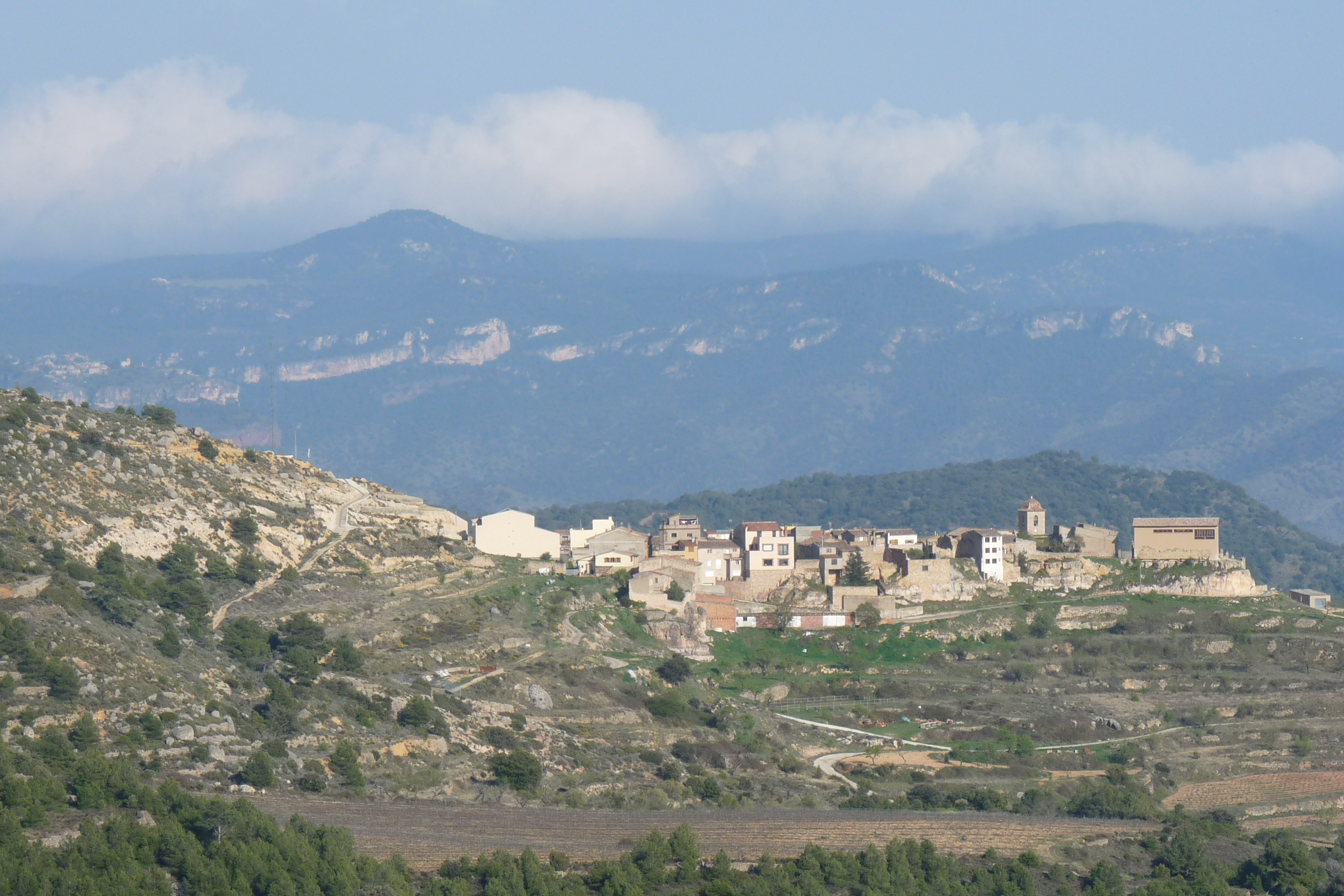
La Morera de Montsant i al fons a l'esquerra Siurana i el puig de Gallicant força difuminats

Aquí el terme trenca cap al sud-oest, seguint pel capdamunt la Cinglera de Sant Joan, fins al Grau de Montsant (uns 1020), prop de la Roca de les Dotze (1110), des d'on el terme baixa cap al sud, abandonant el massís del Montsant.
Queden inclosos en el massís els cimals i les cingleres de la part central: el Piló dels Senyalets (de 1109 m. alt.), Lo Graner (1040), la Mola (983), el Grau de Salfores, la Cingla Closa, el Grau de l'Anuet, La Falconera, el Grau del Carrasclet, el Grau del Carabassal, tots ells formant la cinglera de damunt del poble de la Morera de Montsant.
Alguns barrancs que s'originen en aquest sector emprenen la direcció nord, cap al riu Montsant: barranc de la Falconera, del Vidalbar, que té l'origen en el Comellar del Riu, el dels Pèlags, que s'origina en l'adjunció dels barrancs del Parral, de la Mare de Déu, de les Pletes, de la Bruixa, de les Falles, de l'Eixaragall, i de la Cova de l'Ós.
El barranc de l'Horta articula la vall on es drecen el poble de la Morera de Montsant i l'antiga cartoixa d'Escaladei (Scala Dei: l'Escala de Déu), del poble cap a ponent. Aquest barranc, que forma el riuet d'Escaladei, amb la contribució del barranc de Pregona i del de Cabres, a la zona d'Escaladei. El barranc de Pregona es forma dalt del massís, en el barranc del Miró. El barranc dels Pouets, termenal amb la Vilella Alta, tanca les contribucions al ja nat riuet d'Escaladei. Aquest riuet s'adreça a La Vilella Alta i La Vilella Baixa, on s'aboca en el riu Montsant.
El límit sud del terme és bastant arbitrari: en alguns moments segueix carenes, però en la major part de casos talla pel mig diversos barrancs, de manera que la capçalera és en terme de la Morera de Montsant, i la major part del curs en el de Poboleda o de Torroja del Priorat. Van cap a Poboleda, de llevant a ponent, els barrancs de Sant Blai, que està format a la capçalera pel del Mas del Racó, i més endavant rep el de les Vinyes i el dels Torrents, de manera que s'anomena barranc de la Morera quan ha rebut el darrer barranc dels esmentats, fins a vessar en el riu Siurana a prop de Poboleda, i el de Salanques, que ja s'aboca directament en el riu Siurana. Al terme de Torroja del Priorat va a parar el barrancs dels Closos, afluent del Siurana.
L'apèndix del sud-est del terme, que s'enfila fins al Coll de les Marrades, de 558 m. d'alt., està creuat pel riu Siurana. Aquest riu hi rep des del nord el barranc de les Comes del Morell, i des del sud, de llevant a ponent, el final del barranc de les Gibertes, el del de Comes Torneres, i el final del de les Esplugues.
El terme té un nucli de població principal, el poble de la Morera de Montsant, i un petit poblament a Escaladei, a l'entorn d'una explotació vitivinícola. Al barranc de Sant Blai s'hi establí l'antic Monestir de Santa Maria de Bonrepòs.

## Comunicacions
La principal carretera del terme és la TV-7021 (La Morera de Montsant, Cornudella de Montsant), que té continuïtat cap a Escaladei en forma de carretera local. Travessa dues vegades fragments del terme la carretera T-702 (C-242, a Cornudella de Montsant-la Palma d'Ebre). També trepitja breument el terme, en el seu extrem sud-est, la carretera TP-7402 (Porrera-C-242, a Cornudella de Montsant).
Creua el terme, resseguint el massís del Montsant, el GR-174, anomenat sender del Priorat.

## Demografia
| Entitat de població   | Habitants (2023) |
| la Morera de Montsant | 100              |
| Escaladei             | 51               |
| Font: Idescat         |                  |

| 1497 f | 1515 f | 1553 f | 1717 | 1787 | 1857 | 1877 | 1887 | 1900 | 1910 |
| ------ | ------ | ------ | ---- | ---- | ---- | ---- | ---- | ---- | ---- |
| 27     | 29     | 33     | 121  | 292  | 746  | 698  | 790  | 547  | 465  |

| 1920 | 1930 | 1940 | 1950 | 1960 | 1970 | 1981 | 1990 | 1992 | 1994 |
| ---- | ---- | ---- | ---- | ---- | ---- | ---- | ---- | ---- | ---- |
| 400  | 354  | 356  | 290  | 249  | 180  | 180  | 199  | 189  | 189  |

| 1996 | 1998 | 2000 | 2002 | 2004 | 2006 | 2008 | 2010 | 2012 | 2014 |
| ---- | ---- | ---- | ---- | ---- | ---- | ---- | ---- | ---- | ---- |
| 184  | 169  | 176  | 168  | 178  | 165  | 153  | 160  | 167  | 157  |

| 2016 | 2018 | 2020 | 2022 | 2024 | 2026 | 2028 | 2030 | 2032 | 2034 |
| ---- | ---- | ---- | ---- | ---- | ---- | ---- | ---- | ---- | ---- |
| 153  | 157  | 159  | 160  | 138  | -    | -    | -    | -    | -    |

## Política
Actualment a l'alcaldia està Meritxell Martorell Porqueres

### Eleccions municipals del 2011
| Candidatura | Candidatura                       | Cap de llista | Vots | Regidors | % vots |
| ----------- | --------------------------------- | ------------- | ---- | -------- | ------ |
|             | Convergència i Unió               |               | 51   | 4        | 50.2%  |
|             | Esquerra Republicana de Catalunya |               | 45   | 1        | 44.1%  |
|             | Partit Popular de Catalunya       |               | 6    | -        | 5.8%   |
|             | En blanc                          |               | 0    |          | 0.00%  |
| Total       | Total                             | 102           | 102  | 5        |        |